# Smallpox 2002
Smallpox 2002: Silent Weapon is een zogenaamde 'mockumentary' (fictieve documentaire), geproduceerd door Wall to Wall, over een biologische aanval met het pokkenvirus op de Verenigde Staten. De fictieve documentaire gaat uit van een 'worstcasescenario', waarin de ziekte zich wereldwijd verspreidt. De film is uitgezonden door de BBC.
De film is met gemengde reacties ontvangen. Sommige critici vonden hem uitzonderlijk goed, anderen spraken van een 'zieke stunt'. Qua kijkcijfers bleek de documentaire uitermate populair: 3.4 miljoen mensen oftewel 15% van het publiek keek ernaar.

## Het verhaal
Op 9 april 2002, dag 1 van de epidemie, meldde Cynthia Sheldon, een 29-jarige verkoopster, zich bij het Long Island College Hospital met hoofdpijn, pijn in de nek, koorts en uitslag op haar handen. Dr. Carl Jocelyn onderzocht haar, en vermoedde aanvankelijk dat het hier om griep ging, temeer daar op dat moment inderdaad een griepepidemie gaande was in New York. Jocelyn schreef haar paracetamol voor en gaf haar verder het advies het rustig aan te doen, veel te drinken, en terug te komen indien de symptomen standhielden of verergerden.
Op 11 april om 6 uur 20 in de avond werd Cynthia Sheldon per ambulance teruggebracht naar het ziekenhuis. Haar toestand was danig verergerd: de uitslag had zich verspreid over Cynthia's hele lichaam en had zich ontwikkeld tot met pus gevulde blaren. Jocelyn was ervan overtuigd dat het hier om wat ernstigers dan griep ging en liet de eerstehulpafdeling quarantineren. Dr. Sam Wiseman, specialist op het gebied van bioterrorisme, werd erbij gehaald om Cynthia te onderzoeken.
Wiseman was er al snel van overtuigd dat het hier om een geval van pokken ging. Aangezien pokken officieel uitgeroeid waren, was er hier hoogstwaarschijnlijk sprake van een opzettelijke verspreiding van virussen uit een laboratorium. Wiseman faxte alle ziekenhuizen in de omgeving met de vraag of ze patiënten met soortgelijke sympthomen als die van Cynthia naar huis hadden gestuurd, waarop 15 ziekenhuizen bevestigend antwoordden. Wiseman realiseerde zich de ernst van de situatie. Patiënten realiseren zich immers pas dat ze geïnfecteerd zijn wanneer ze, 10 tot 12 dagen na het contact, ziek worden. Tegen die tijd zijn ze zelf besmettelijk en hebben ze veelal meerdere andere personen besmet. Dit zorgt ervoor dat een epidemie van de pokken zich exponentieel kan uitbreiden tot een pandemie waar medische voorzieningen niet tegen zijn opgewassen.
Dezelfde avond werden nog 30 verdachte gevallen geïdentificeerd en geïsoleerd. Crisisberaad vond plaats, waarin Jack Hill, voorzitter van het New Yorkse crisisteam, drastische maatregelen bepleitte, waaronder de inzet van de Nationale Garde, het hermetisch afsluiten van de stad, en massavaccinaties. Aangezien het echter niet zeker was of er daadwerkelijk wel pokken in het spel waren, er nog geen sterfgevallen waren, en omdat elders ter wereld geen pokken waren gesignaleerd door de WHO, werd dit voorstel verworpen. In plaats daarvan werden slechts degenen die in direct contact waren geweest met zieken gevaccineerd. Tegen de tijd dat men zich de ernst van de situatie ten volle realiseerde was het te laat: het virus was uitgebroken.
Op 8 april was de New Yorkse zakenman Mark Smits naar Londen vertrokken voor een urgente afspraak. Voor zijn vertrek voelde hij zich al niet lekker, en bij aankomst had hij hoge koorts. De dag erna was zijn toestand zodanig verslechterd dat hij opgenomen werd in het ziekenhuis en geïsoleerd. Zijn symptomen leken op die van Ebola of Marburg. Op 12 april overleed Smits en vermoedden de artsen dat het om pokken zou kunnen gaan, na via CNN het nieuws te hebben vernomen over een 'mogelijke pokkenepidemie' in New York. De Britse autoriteiten lieten direct iedereen die in contact was geweest met Smits isoleren en vaccineren. Smits bleek de uiterst besmettelijke en dodelijk 'zwarte pokken' variant te hebben gehad.
Op 13 april waren er nog eens 38 nieuwe gevallen van pokken ontdekt in de Verenigde Staten, plus nog eens zes in drie andere landen. De Amerikaanse president sprak de natie toe en gaf hierbij tevens aan dat het hier waarschijnlijk om een terroristische aanval ging. Dit kon met zekerheid worden bevestigd nadat het CDC in Atlanta had ontdekt dat het hier om de 'India-1' variant van de pokken ging: een virusstam afkomstig uit Sovjet-Russische laboratoria, waar verschillende ziekten werden bewaard en geschikt gemaakt voor eventueel gebruik als biologisch wapen. Virusmonsters waren waarschijnlijk meegenomen door werkloze wetenschappers die hun diensten als 'consultants' aan de meestbiedende regeringen van andere landen verhuurden. De motieven van de aanslag of de identiteit van de dader waren echter nog steeds een raadsel.
Op 15 april, dag 7, was het aantal gevallen in de Verenigde Staten stabiel op 62. Maar tegen de 18e had het virus de kop opgestoken in Delhi, Tokio, Karachi, en Moskou. De Fransen sloten de Eurotunnel om te voorkomen dat het virus uit het Verenigd Koninkrijk oversloeg naar Frankrijk. Aan de andere kant van het Kanaal bleken de Britse maatregelen niet voldoende. Hoewel 4.000 mensen gevaccineerd werden werden tussen 18 en 21 april 100 nieuwe gevallen in Londen aangetroffen. Ook in Manchester, Birmingham, Glasgow en Bristol dook de ziekte op.
Zowel in de Verenigde Staten als in het Verenigd Koninkrijk bleek onvoldoende vaccin te zijn. Daarbij was vaccinatie lang niet voor iedereen een oplossing. Het vaccin was namelijk potentieel dodelijk voor pasgeborenen en mensen met een lage weerstand (bijvoorbeeld door chemotherapie of aids).
De Britten probeerden paniek te vermijden door de waarheid over de hoeveelheid vaccin te verdoezelen. Dit werkte echter averechts, want daadwerkelijke massavaccinaties bleven uit, en de bevolking vermoedde direct dat informatie werd achtergehouden. Vrachtwagenchauffeurs, buschauffeurs en treinpersoneel weigerde nog te werken tenzij ze gevaccineerd zouden worden. Als resultaat hiervan kregen bedrijven en supermarkten geen leveringen meer, en keken de Britse consumenten tegen lege schappen aan.
Op 21 april overleed Cynthia Sheldon. Inmiddels waren er 202 gevallen in New York en kwamen er dagelijks tientallen bij. De New Yorkers raakten in paniek en verlieten massaal de stad. Tegelijkertijd waren in 36 staten gevallen van pokken aangetroffen. De New Yorkse beurs op Wall Street sloot omdat handelaren en personeel niet meer durfden te komen. Binnen twee weken was het aanzien van de stad volledig veranderd.
Op 29 april waren 300 mensen aan de ziekte overleden. De autoriteiten konden de lichamen niet aan de familie teruggeven omdat ze nog besmettelijk waren. Daarom werden de lijken in tenten op Governors Island opgeslagen. Inmiddels had men wel ontdekt dat de terroristische aanslag op 1 april 2002 had plaatsgevonden. De eerste slachtoffers bleken namelijk allemaal in de ochtend van 1 april in of nabij Penn Station of Grand Central Terminal te zijn geweest. Ook hadden zij een man geïdentificeerd die overeenkwam met camerabeelden. Een duidelijk erg zieke man met zwart haar, donkere ogen en een pet had in de metro staan hoesten.
Op 1 mei 2002 had het virus zich naar 30 staten verspreid. Internationaal verkeer werd beperkt tot het strikt noodzakelijke en ieder land was hierdoor op zichzelf aangewezen. Landen die geen vaccin bezaten moesten draconische maatregelen nemen. Quarantaine werd met harde hand afgedwongen door politie en leger. In de Verenigde Staten eisten de mensen gevaccineerd te worden, en er braken rellen uit. In Los Angeles kregen deze rellen een raciaal tintje daar men de overheid beschuldigde een disciminerende politiek te volgen bij verstrekking van vaccins. Ook in Londen braken rellen en paniek uit, waarop de overheid reageerde met een avondklok en harde repercussies van leger en politie. Speciale quarantainecentra werden aangewezen en door het leger bewaakt. Wie ziek was of direct contact had gehad met een zieke werd verplicht hierin ondergebracht. Vaak onder dwang, want niemand wilde in contact komen met (andere) mogelijk besmetten. Er werd beloofd dat men daar gevaccineerd zou worden, maar de behandelingen lieten erg lang op zich wachten. De onzekerheid was kwellend, want een deel van de mensen in quarantaine werd inderdaad ziek. Op 19 mei waren er 13.000 gevallen van pokken in het Verenigd Koninkrijk.
Rond deze tijd werd bij toeval in een metrotunnel van New York het lijk van een man gevonden die aan het signalement van de eerste slachtoffers voldeed. Qua kleren althans, want het lichaam was in vergaande staat van ontbinding. Forensisch onderzoek wees echter uit dat de man om en nabij 1 april moest zijn overleden. De huid vertoonde nog de kenmerken van de pokken, maar de man was overleden aan een overdosis slaapmiddelen.
Eind mei hield de epidemie huis in Zuid-Amerika, Afrika en Azië. In Bombay steeg het aantal gevallen in een week van 3.000 naar 18.000. Medisch personeel durfde niet meer te gaan werken en mensen vluchtten massaal weg uit de steden.
Op 4 juni waren er in New York 100,286 gevallen van pokken geconstateerd, en waren 12.310 mensen inmiddels aan het virus overleden. Voor de hele Verenigde Staten waren er 509.013 gevallen waarvan 76.005 dodelijk.
In de derde wereld werden enorme klappen uitgedeeld. Midden juni overleden 200.000 mensen per week. Niemand deed zijn werk nog, de boeren verbouwden geen voedsel meer, en niemand wilde nog goederen transporteren. Hierdoor ontstond aan allerlei zaken gebrek. De vluchtelingen uit de steden werden opgevangen in kampen die met hun slechte hygiëne broedplaatsen voor het virus waren, zodat men beter gewoon in de stad had kunnen blijven. Naast pokken had men eveneens te vrezen voor de secundaire gevolgen van de ziekte, zoals gebrek, hongersnood, rellen, tyfus en cholera. In delen van Afrika was een kwart van de bevolking seropositief. Met hun verlaagde weerstand was een pokkeninfectie vrijwel altijd dodelijk. De chaos hinderde daarbij de hulpdiensten en de vaccinatieteams in hun werk.
Op de 65e dag van de epidemie, 1 juni, hadden de V.S. meer dan een miljoen gevallen van pokken. Hoewel er nu meer vaccin beschikbaar was, was het land in chaos en verliep de distributie nog steeds niet efficiënt. Maar zowel in de V.S. als in het Verenigd Koninkrijk kwam hier verandering in, en rond half juni begon het tij te keren. Tegen deze tijd besmetten 100.000 lijders nog maar 90.000 nieuwe gevallen, wat in concreto betekende dat de epidemie begon af te nemen. Op 10 juli waren er 27.456 doden te betreuren in New York, maar het aantal gevallen nam duidelijk af.
De dader bleek te kunnen worden getraceerd naar een klein gehuurd appartement, waar een bijbel lag die was opengeslagen bij het boek Ezechiël. In de aangemerkte passage werd voorspeld dat 'een derde zou worden verdelgd door pestilentie, een derde zou omkomen in een hongersnood, en een derde zou in de wind worden verstrooid'. Behalve deze aanwijzingen is geen enkel motief gevonden en kon de dader aan geen enkele organisatie worden gelinkt. Ook is niet duidelijk hoe hij aan de virusculturen is gekomen. Hoogstwaarschijnlijk had de dader zichzelf geïnfecteerd om vervolgens bij de eerste ziekteverschijnselen in de stad rond te gaan lopen om zo veel mogelijk personen te besmetten. Zo werden 10 mensen geïnfecteerd, waaronder Mark Smits en Cynthia Sheldon. Daarna was de dader weggekropen in de metro om te voorkomen dat hij snel werd gevonden, en had hij zelfmoord gepleegd.
De pandemie heeft uiteindelijk het leven gekost aan 30.000 personen in New York, 1,5 miljoen Amerikanen, en 60 miljoen mensen wereldwijd. In verscheidene gebieden in de derde wereld heeft de ziekte vaste voet aan de grond gekregen, dertig jaar na er te zijn uitgeroeid. Een nieuw vaccinatieprogramma is opgezet, maar de grote pandemie van 2002 heeft diepe wonden geslagen die slechts langzaam zullen genezen.